# Pedrero

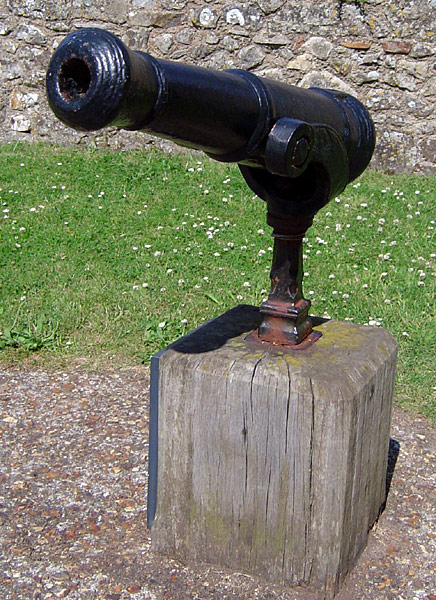
Un pedrero.

El pedrero era un pequeño cañón de pie y medio de longitud (75 cm.) sobre pulgada y media de boca (3,7 cm.). 
Tanto en plazas como en los buques, estaba montado sobre una horquilla de hierro, eje o virola, cuyos extremos o puntas remataban en unos anillos en donde se apoyaban los muñones de la pieza. Se cargaba por la culata, poniendo primero la bala o bote de metralla y luego la culata llena de pólvora; se le daba fuego por el fogón como a cualquier otra pieza. Se fundía en hierro o en bronce, usándolo la marina de primera clase y las fortalezas de tierra de segunda.